# Gaetano d’Espinosa
Gaetano d’Espinosa (* 1978 in Palermo) ist ein italienischer Violinist, Dirigent und Komponist.

## Leben und Wirken
Gaetano d’Espinosa erhielt seine musikalische Ausbildung als Violinist in seiner Heimatstadt und studierte dort Klavier, Violine und Komposition bei Mihal Spinei und Turi Belfiore und später bei Salvatore Accardo in Mailand. 
Seine Laufbahn begann er als Geiger beim Mahler Chamber Orchestra.
Gaetano d’Espinosa war von 2001 bis 2008 Orchestermitglied der  Sächsischen Staatskapelle Dresden, ab 2003 als Konzertmeister. Hier brachte er 2005 unter der Leitung von Christian Arming sein erstes Violinkonzert zur Uraufführung. Im Jahr 2010 dirigierte d’Espinosa „La Traviata“ an der Semperoper Dresden.
Danach reiste er als Assistent von Fabio Luisi zum Pacific Music Festival nach Japan, wo er Aufführungen von „La Bohème“ dirigierte. Dies war der Beginn seiner Karriere als Dirigent, die ihm innerhalb von zwei Jahren Einladungen von großen Orchestern und Theatern einbrachte: 
- Kremerata Baltica
- Opera de Lyon
- Grazer Oper
- Prager Philharmoniker
- Orchestra di Santa Cecilia Roma
- Orchestra del San Carlo di Napoli
- Orchestra del Massimo di Palermo
- Orchestra della Fenice di Venezia
- NHK Symphony Orchestra Tokyo
- Osaka Japan Century Orchestra
- Tokyo Metropolitan Symphony Orchestra
- Maggio Musicale Fiorentino
- Opera de Limoges
- Orchestre Philharmonique de Strasbourg
- Bamberger Symphoniker
- Poznań Philharmonic Orchestra

Von 2012 bis 2017 war er Erster Gastdirigent des Orchestra Sinfonica di Milano „Giuseppe Verdi“.

## Auszeichnungen
- Hauptpreis beim National Violin Competition "Vittorio Veneto" (1992)
- Hauptpreis beim International Violin Competition "Rovere d'Oro" (1996)[6]